# CEAT
La CEAT (acronimo di Cavi Elettrici e Affini Torino) è una società indiana produttrice di pneumatici. In origine la società era italiana, con sede a Torino; produttrice di cavi e di pneumatici, era la  seconda industria della gomma in Italia dopo la Pirelli.

## Storia
Venne fondata nel 1924 da Virginio Tedeschi, nonno della regista e attrice Valeria Bruni Tedeschi, della modella e cantante Carla Bruni e del medico Martine Tedeschi.
Alberto Bruni Tedeschi, figlio di Virginio, fu a capo della CEAT dal 1938 sviluppandone l'attività su scala mondiale, aprendo filiali e consociate. Nel 1939, nel quadrilatero compreso tra Via Ruggero Leoncavallo, via Bioglio, via Ternengo e via Giovanni Pacini in Barriera di Milano a Torino, aprì la fabbrica di pneumatici, inizialmente utilizzata per la produzione di maschere antigas.
Nel 1958 fondò la CEAT Tyres of India Ltd in collaborazione con il gruppo Tata.

La fabbrica di pneumatici di Torino venne chiusa nel 1979; parte dell'area venne acquisita dal Comune per costruire abitazioni e servizi. La CEAT venne venduta alla SOFIT nel 1980 da Alberto Bruni Tedeschi, che preferì dedicarsi all'attività di compositore e direttore artistico del Teatro Regio di Torino piuttosto che continuare l'attività imprenditoriale. Nel 1981 la società fallì e Pirelli acquistò il diritto sul nome CEAT, posto in amministrazione straordinaria (Legge Prodi).

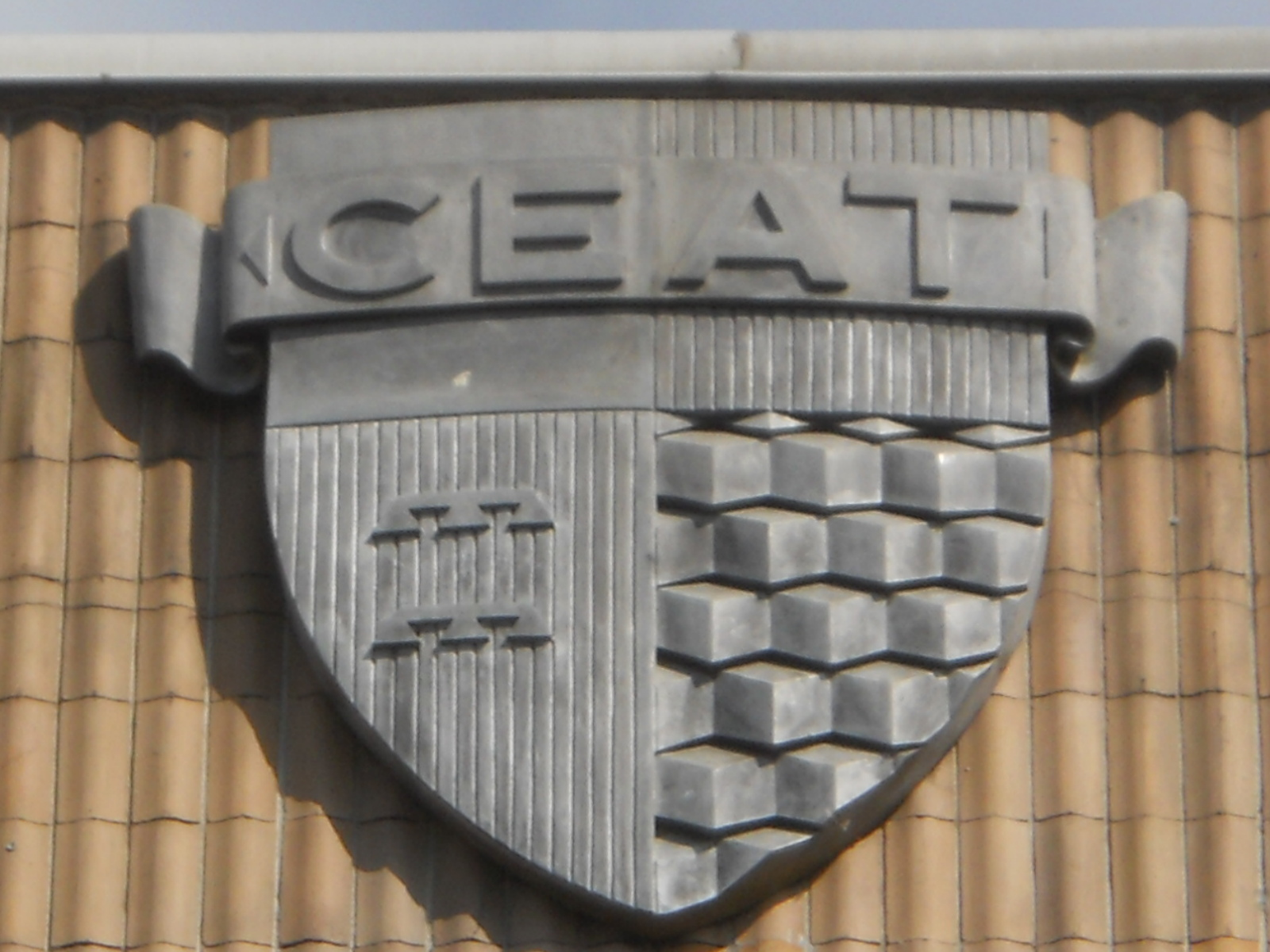
Originale logo della CEAT, presente in Via Leoncavallo a Torino

Nel 1982 il Rama Prasad Goenka Group, di proprietà del miliardario indiano Rama Prasad Goenka, ha acquisito la CEAT Tyres of India e nel 1990 ha cambiato la denominazione della società in CEAT.
Oggi CEAT è leader indiano nella produzione di pneumatici; gli impianti di produzione si trovano a Mumbai e Nasik. CEAT esporta i propri  pneumatici in  oltre 140 paesi con un fatturato annuo di 434 milioni di dollari americani.

## Impianti produttivi

### Italia

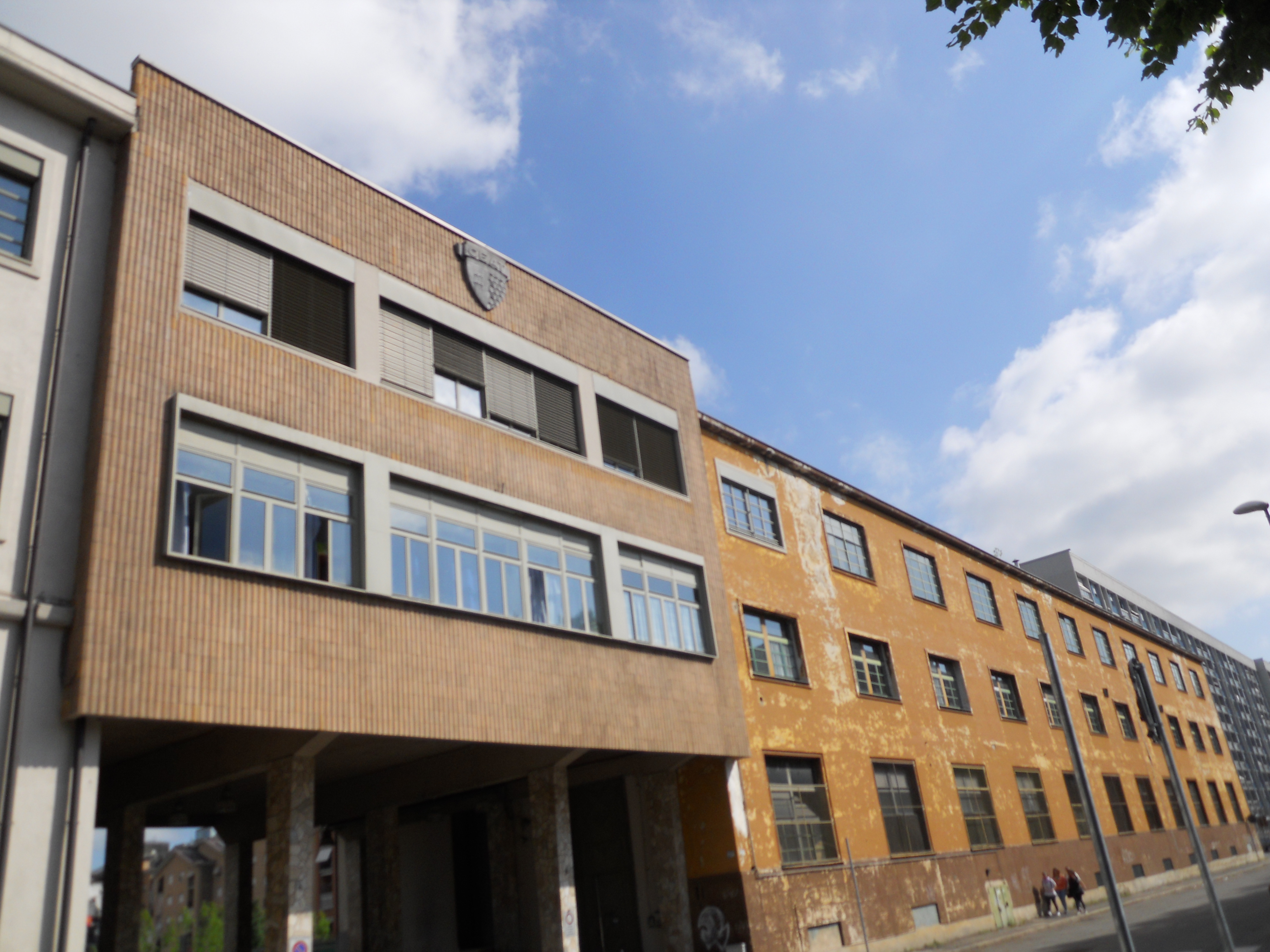
Palazzina uffici CEAT in Via Ruggero Leoncavallo

- Ex stabilimento CEAT-Cavi in corso Palermo a Torino[5]
- Ex stabilimento CEAT in via Ruggero Leoncavallo nel quartiere Barriera di Milano, parzialmente aperto nel 1946 e completato ad inizio anni sessanta del Novecento, espressamente dedicato alla lavorazione della gomma, situato in un’area di oltre 65.000 metri quadrati[6]
- Ex stabilimento CEAT di Settimo Torinese completato nel 1959, dove si fabbricavano cavi e pneumatici
- Stabilimento CEAT di Anagni completato nel 1962, adibito alla fabbricazione di pneumatici, proprietà della Marangoni
- Stabilimento CEAT di Ascoli Piceno completato nel 1967, specializzato nella fabbricazione di cavi. Ex proprietà di Prysmian, chiuso nel 2015[7]

### India
- Stabilimento CEAT a Mumbai
- Stabilimenti CEAT a Nashik e Halol
- Stabilimento CEAT a Vadodara
- Stabilimento CEAT a Nagpur